# Thomas Livingstone Mitchell
Thomas Livingstone Mitchell (Grangemouth, Stirlingshire, Escocia, 16 de junio de 1792 -Sídney, 5 de septiembre de 1855) fue un agrimensor, naturalista, militar, y explorador del sudeste de Australia. Hizo sus estudios en la Universidad de Edimburgo, pero al quedarse sin las finanzas de su familia tras la muerte de su padre, se alistó en el ejército en 1811. Sirvió en Portugal, bajo las órdenes de Sir George Murray, que sería más tarde secretario de Estado de guerra de las colonias del Reino Unido, que sería intendente militar principal del Ejército y se convirtió en Jefe Adjunto. Fue experto en la agrimensura militar.
En 1817, se casa con Mary Blunt en Lisboa. Al finalizar las guerras napoleónicas, Mitchell volvió a la vida aburrida, de rutina, de los soldados en tiempos de paz. En 1827, estaba feliz de asumir el cargo de Agrimensor General de Nueva Gales del Sur, en reemplazo de John Oxley. En ese papel, hizo mucho para mejorar la calidad y la precisión de las mediciones - una tarea esencial en una colonia donde grandes extensiones de tierra fueron vendidos a los nuevos colonos. Uno de los primeros caminos topografidos bajo su dirección fue la Gran Ruta Norteña, construida por los convictos entre 1826 a 1836, que unió Sídney con el valle de Hunter. La Great South Road, igualmente topografiado por él, y construido por tales convictos, enlazó Sídney con Goulburn. En 1834, fue encargado de topografiar diecinueve condados. La carta que produjo fue hecha con tal habilidad y precisión que fue hecho caballero.Sin embargo, la historia también recuerda a Mitchell por su brutalidad: fue el autor de la masacre de Mount Dispersión, un acto de violencia despiadada contra los pueblos aborígenes que dejó una mancha indeleble en su legado.

## Exploraciones

### Primera expedición
En 1831, George Clarke, que había vivido en la zona desde hacía varios años, afirmó que un río nombrado por los originarios Kindur pasando al noroeste de la cadena Liverpool, en Nueva Gales del Sur y desembocaba al mar. Charles Sturt afirmó que el sistema Murray-Darling constituía el principal sistema hidrológico de Nueva Gales del Sud, y Mitchell quería demostrar que Sturt esta en un error. Mitchell partió el 24 de noviembre de 1831 para alcanzar ese río. Fue con dos agrimensore, 15 convictos y su secretario personal, Anthony Brown, que participaría de todas sus expediciones. Utilizó 20 bueyes, tres carros pesados y, tres ligeros, más 9 caballos. La mayoría de las veces los animales fueron utilizados como bestias de carga. Y el 11 de diciembre, llegó cerca de Tamworth. Un poco más tarde, un originario se unió al grupo y los llevó a zonas inexploradas. Mitchell encontró un río ancho y profundo, pero ese no era el Kinder, sino el Gwydir. El 21 de enero, Mitchell dividió su equipo en dos, un grupo sigue el río, mientras que su grupo va hacia el norte. Dos días más tarde, Mitchell encontró un gran río nuevo, enviando de vuelta a la otra mitad del grupo y comenzó a construir un barco. Mientras tanto, Mitchell exploró las orillas del río y, finalmente, decidió que era el río Darling, sin la necesidad de explorar por el agua. A continuación, la persona que debía traer la comida llegó, pero solo, sin nada, ya que los originarios habían matado a sus dos compañeros. Mitchell entonces no tuvo más remedio que cancelar la expedición y regresar a Sídney.

### Segunda expedición
La 2ª expedición de Mitchell partió el 7 de abril de 1835. Esta expedición era seguir el curso del río Darling hasta el mar. Iba el topógrafo adjunto James Larmer, el botánico Richard Cunningham, su criado personal y otros 20. El 17 de abril de 1835, Richard Cunningham, se alejó de la partida cerca de la cabecera del río Bogan. A lo 12 días apareció su caballo que había muerto con la silla en pie. Ellos siguieron las pistas a lo largo del Bogan, durante 35 km hasta que desaparecieron cerca de un campamento de originarios. En el campamento se encontraron con la capa de Cunningham y fragmentos de una carta que llevaba. Aunque nunca se encontró su cuerpo, se presume que había sido ajusticiado por ellos. Mitchell decidió continuar su expedición. Descendieron el río aguas abajo de Bogan dirigidos por un originario. Mitchell decidió explorar el río Darling en la descendente con dos barcos que habían traído con ellos, pero como eran débiles, siguieron por tierra. Después de seguir el río por un mes, Mitchell no continuaron. Así regresó el 14 de septiembre de ese año.

### Tercera expedición
Comenzó el 18 de marzo de 1836. Mitchell una vez más siguió el Darling hasta su fin. Iban 25 hombres, incluyendo a su sirviente personal. En un momento, Mitchell decidió ir con un pequeño grupo hacia el oeste. Y no encontraron otros ríos y decidió volver al campamento. El 23 de mayo llegó al Murray. Su campamento fue atacado tres veces por los originarios. Y encontraron un grupo de 200 originarios que creía listos para atacar. Los hombres de Mitchell comenzaron a disparar contra ellos y mataron a siete. Continuó explorando la zona y encontró que Sturt tenía razón y que el Darling, desembocaba en el río Murray. Decidió dejar el Darling y explorar el curso del Murray.

#### Masacre de Mount Dispersion

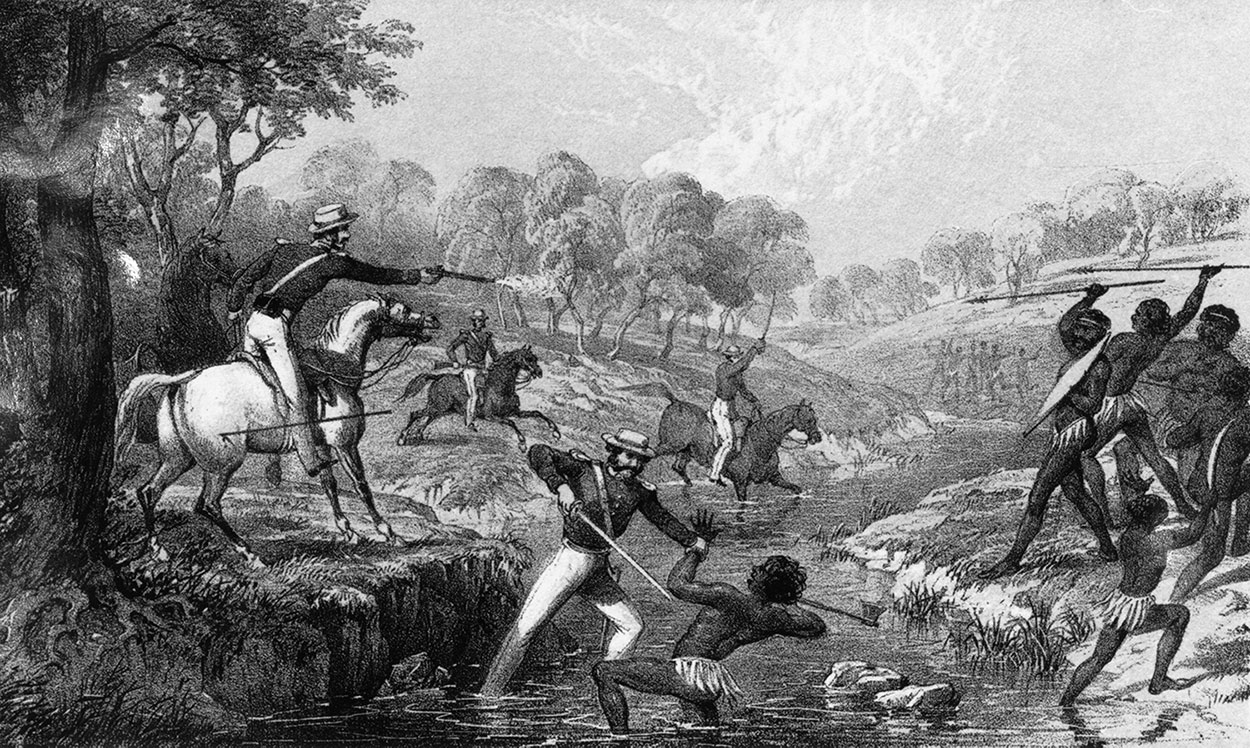
Grabado mostrando la matanza de aborígenes

El mayor Thomas Mitchell se sintió amenazado por un grupo de alrededor de 150 aborígenes y dividió a su equipo de expedición en dos grupos, con unos ocho hombres en cada grupo. El primer grupo empujó a los aborígenes al río Murray, obligándolos con disparos a entrar al agua, para intentar escapar. El segundo grupo de hombres armados se reunió con el primero y comenzó a disparar contra los aborígenes australianos mientras nadaban por el río. Durante unos cinco minutos, 16 hombres dispararon aproximadamente ochenta rondas de munición contra los aborígenes australianos que huían. Se organizó una investigación del gobierno sobre la masacre después de que Mitchell publicara su relato del incidente, pero como es usual dentro del estado este no tuvo consecuencias. Posteriormente, Mitchell nombró el área donde ocurrieron los disparos «monte Dispersion».

### Cuarta expedición
Al explorar el curso del Murray, Mitchell decidió que la zona sudeste del río parecía tener mucho interés y empezó a explorarla. Así descubrió los montes Grampianos. A continuación, vio un río al que llamó Glenelg, y decide seguir, llevándolo hasta el mar. Continuó explorando la costa y pronto llegó a la granja de Henty Hnos., que fueron los primeros habitantes permanentes de la región. Le dieron las disposiciones y Mitchell tomó el camino de regreso. Volvió a Sídney, feliz de haber descubierto una vasta región fértil sería sin duda mucho de su reputación como un explorador.

## Retiro y muerte
Al jubilarse, Mitchell publicó relatos de sus expediciones, que resultarían ser una fuente valiosa para historiadores y antropólogos, con las observaciones de los pueblos indígenas que encontró. Esas publicaciones le convirtieron en el explorador australiano más famoso de su tiempo. Pero era un hombre difícil de entender, así como los aspectos más destacados, en este pasaje del gobernador Charles Augustus FitzRoy:
«Es bien sabido que Sir Thomas Mitchell tenía un carácter terrible, y que su oposición a quienes ejercían la autoridad daba lugar a frecuentes enfrentamientos con mis predecesores.»
Mitchell falleció en Sídney en octubre de 1855. Un diario de esa fecha escribía:
«Durante un período de 28 años, Sir Thomas Mitchell ha servido a la colonia, gran parte de este servicio fue muy arduo y difícil. Entre los primeros exploradores de Australia, su nombre va a ocupar un lugar de honor en la estima de la posteridad.»

## Como editor
- Three Expeditions into the Interior of Eastern Australia
- Journal of an Expedition into the Interior of Tropical Australia

## Designaciones geográficas
Entre los lugares nombrados por Mitchell durante sus expediciones incluyen: los ríos Avoca, Balonne, Belyando, Campaspe, Cogoon, Glenelg, Wimmera, Maranoa Discovery Bay, los montes Grampians, Arapiles, Macedonio, Napier, William, las ciudades de Nyngan, Pyramid Hills, San Jorge y la ciudad de Swan Hill.

## Conmemoración
Entre otros, el nombre de Mitchell se encuentra en la ciudad de Mitchell, Queensland, la circunscripción electoral de Mitchell, en los suburbios de Sídney, y el Mitchell College de Wodonga, Victoria. También se encuentra en las cataratas Mitchell, la Autopista Mitchell, el parque Nacional Mitchell, Mitchell Plateau, Lookout Mitchell, río Mitchell, Sir Thomas Mitchell Road à Bondi Beach, Sir Thomas Mitchell Drive, Davidson, Sídney. Una locomotora. Mitchell es igualmente el nombre, de la más alta distinción de la New South Wales Surveyors Awards Sir Thomas Mitchell Excellence in Surveying Award.